# Avenue Paul-Vaillant-Couturier (Vitry-sur-Seine)
Pour les articles homonymes, voir Avenue Paul-Vaillant-Couturier.
L'avenue Paul-Vaillant-Couturier est un axe majeur de Vitry-sur-Seine dans le Val-de-Marne. Elle suit le parcours de la route départementale 155.

## Situation et accès

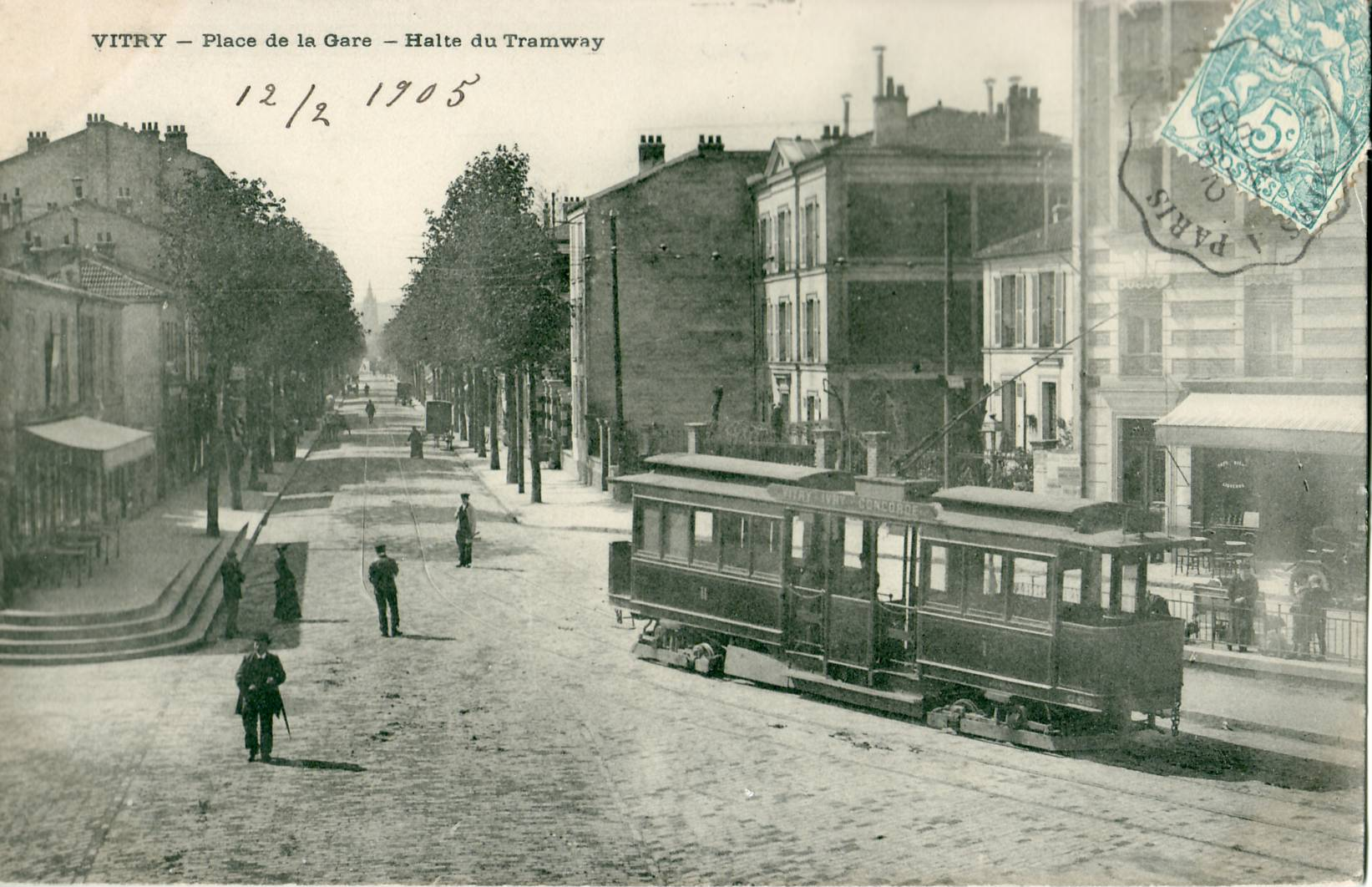
Avenue Paul-Vaillant-Couturier et halte du tramway, vues de la place de la Gare, vers 1905.

Orientée du nord-est au sud-ouest, cette avenue commence à la limite d'Ivry-sur-Seine, dans le prolongement de l'avenue Anatole-France. Elle rencontre l'avenue de la République, croise la rue Gabriel-Péri puis traverse le carrefour de l'avenue Henri-Barbusse et de l'avenue Jean-Jaurès. Elle se termine dans le centre historique de Vitry, place de l'Église, au carrefour de l'avenue Danielle-Casanova.
Elle marque la limite des cantons de Vitry-sur-Seine-1 et de Vitry-sur-Seine-2 et est desservie par la gare de Vitry-sur-Seine.

## Origine du nom

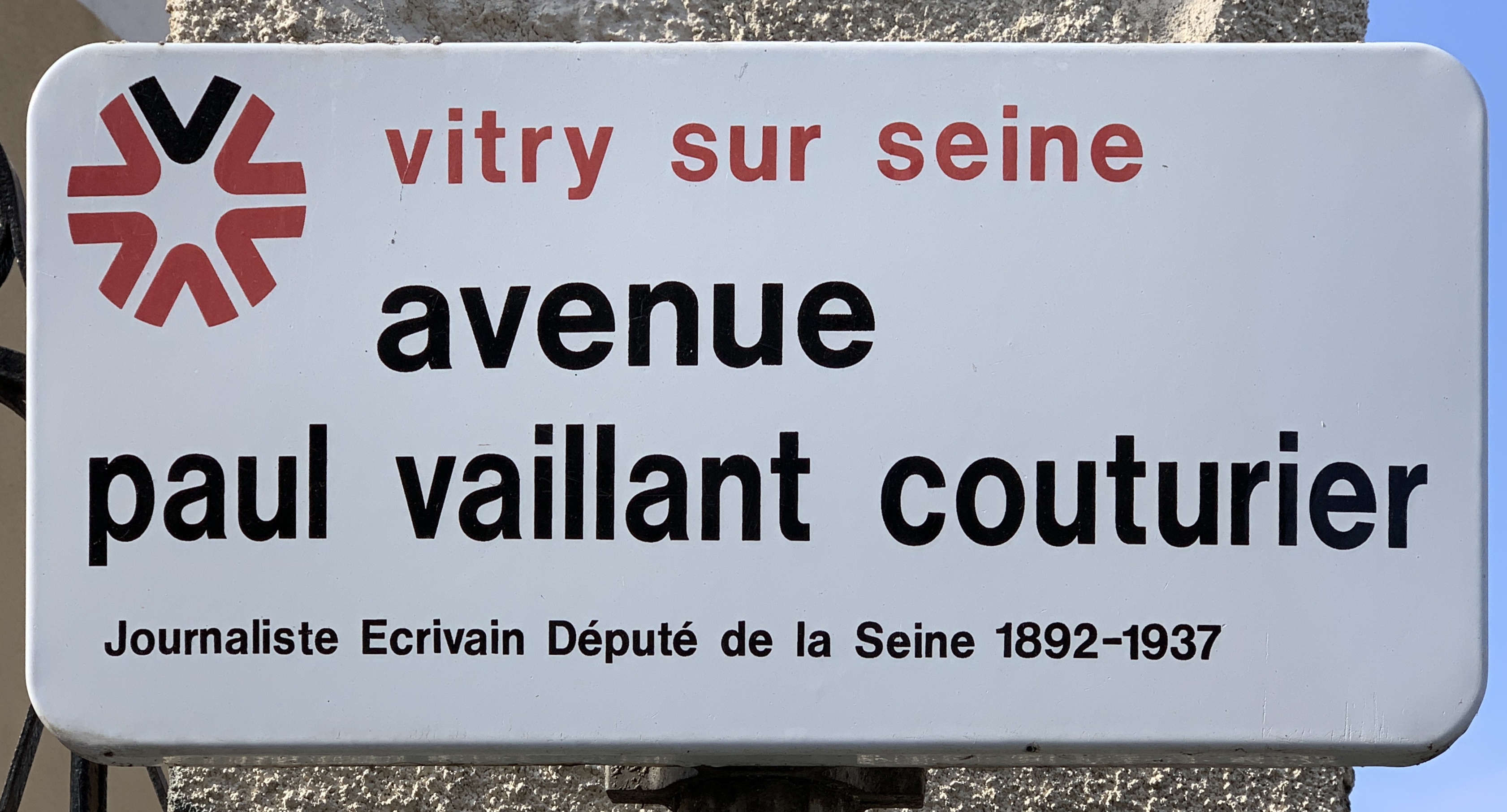
Plaque de l'avenue.

Cette avenue porte le nom de l'homme politique français Paul Vaillant-Couturier (1892-1937).

## Historique
Cette voie de communication s'est appelée rue de Seine, chemin du Port-à-l'Anglais, puis avenue du Chemin-de-Fer,, dès la construction de la gare.

## Bâtiments remarquables et lieux de mémoire

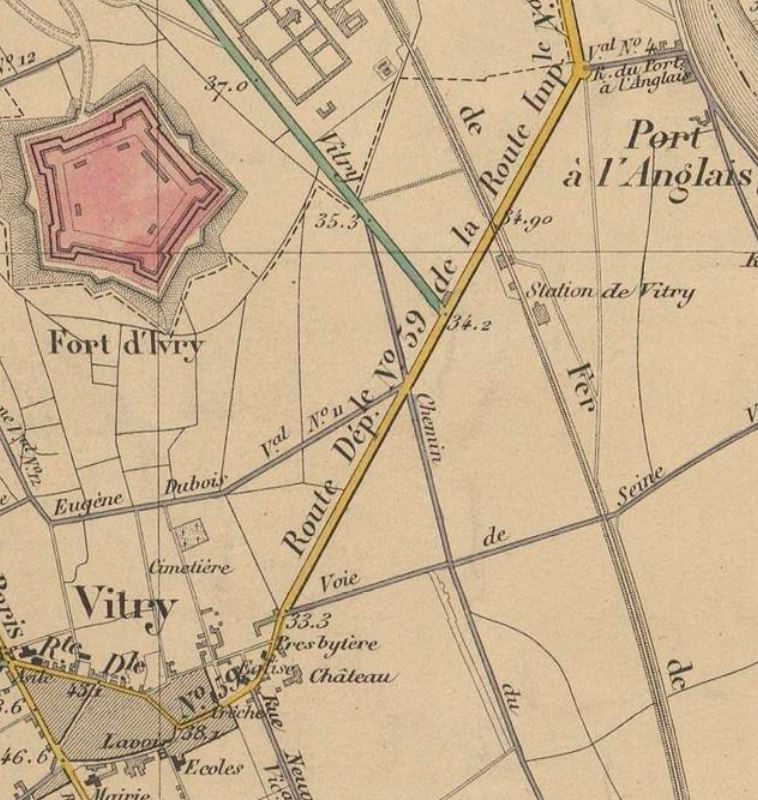
L'avenue Paul-Vaillant-Couturier sur la carte du département de la Seine, publiée par le Service hydrographique de la Marine en 1890.

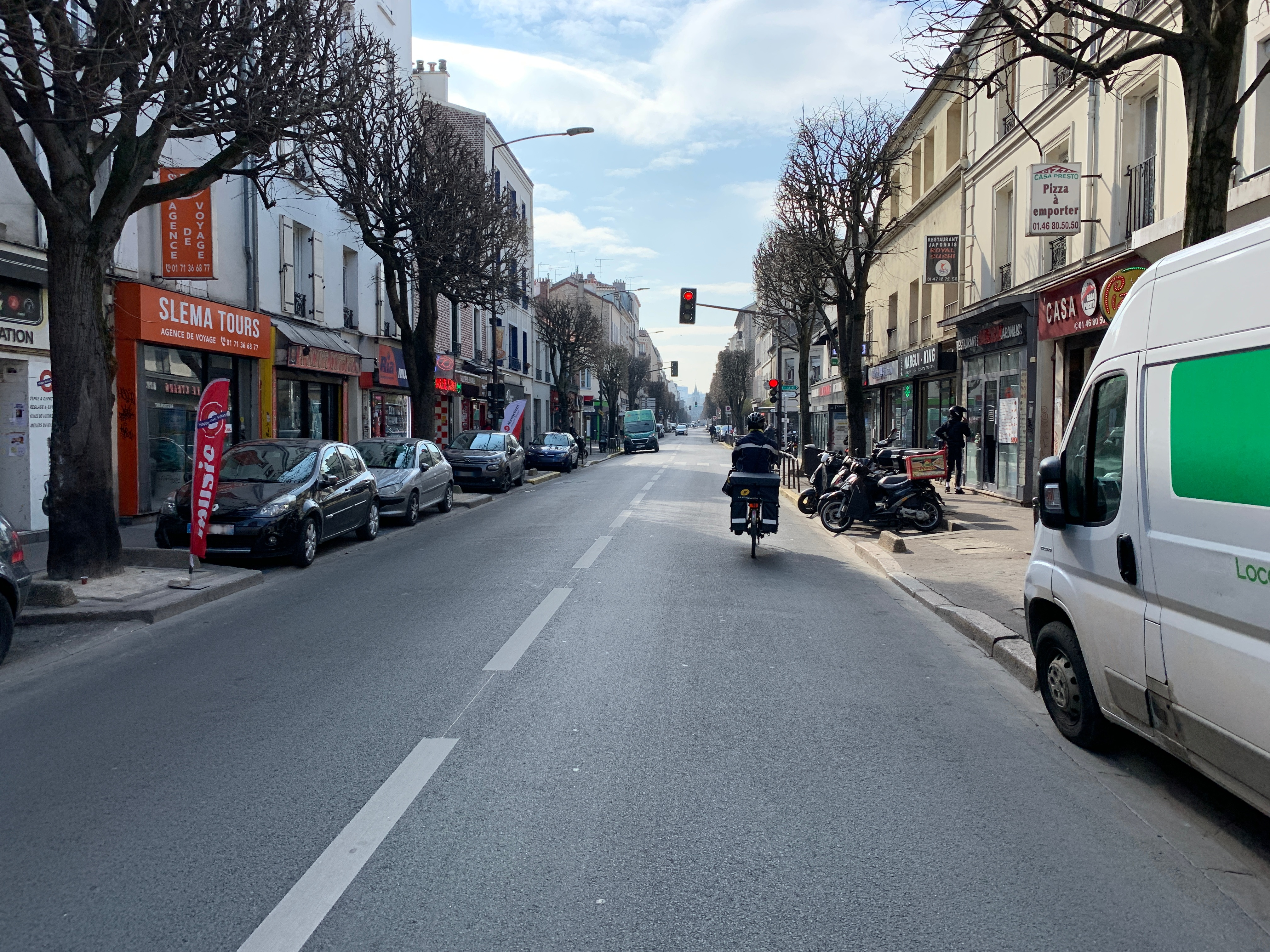
L'avenue en mars 2021.

- Église Saint-Germain de Vitry-sur-Seine, datant du XIIe siècle.
- Emplacement de l'ancien château de Vitry-sur-Seine.
- Marché du centre.
- Gare de Vitry-sur-Seine, ouverte en 1865.
- Emplacement de l'ancienne cité ouvrière dite Cité des Fleurs[5].
- La Maison des Projets. Il s'agit tout d'abord d'un presbytère construit par l'architecte Claude Naissant dans la première moitié du XIXe siècle, et qui est acquis en 1861 par la municipalité. En 1913, il est transformé en annexe de la mairie, puis loué par les Sapeurs-Pompiers de Paris. De 1984 à 2004, il servira à la section locale du Parti Communiste. Ce bâtiment est aujourd'hui utilisé comme salle d'exposition municipale[6].

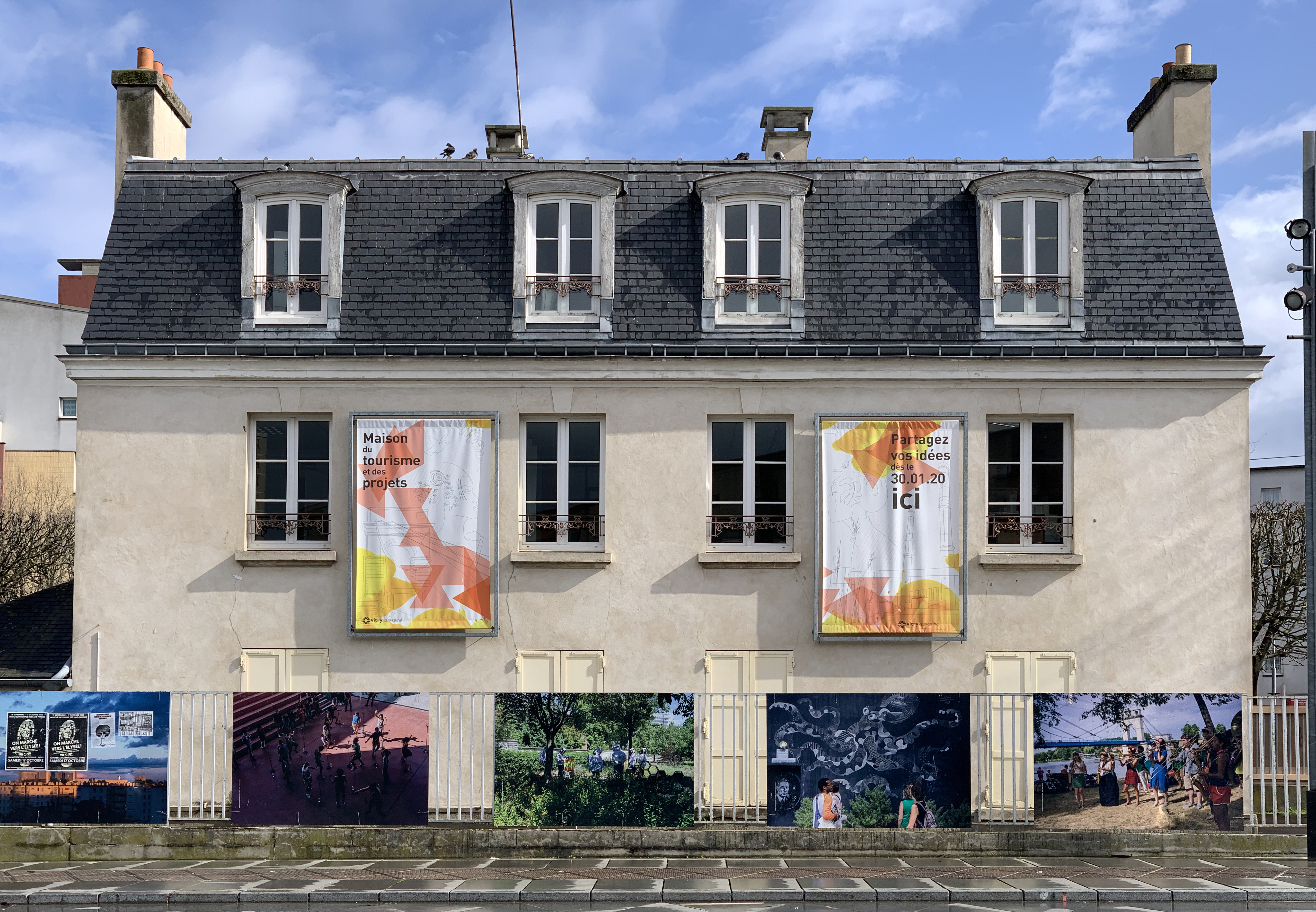
Maison du Tourisme et des Projets.
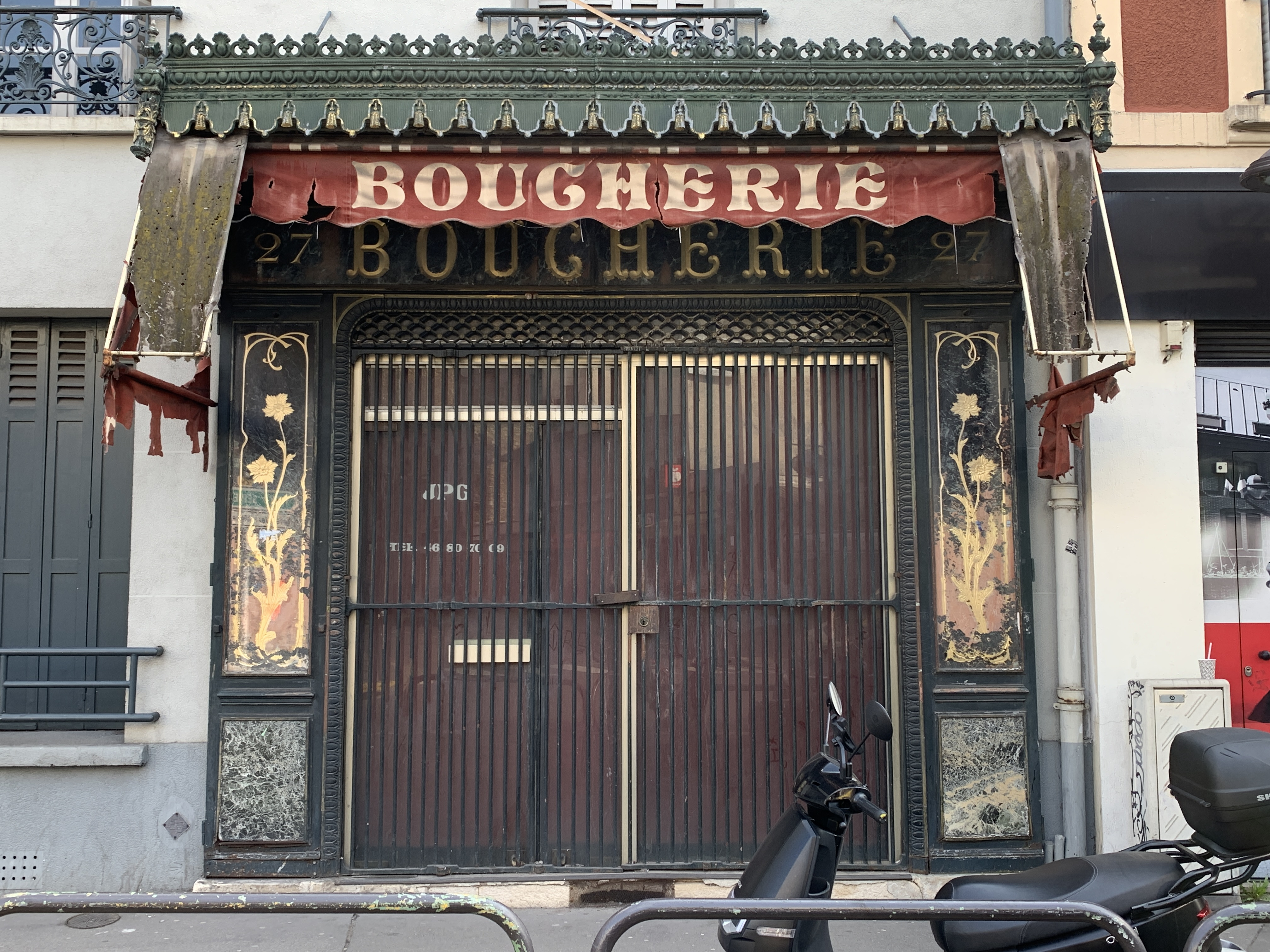
Ancienne boucherie au numéro 27.
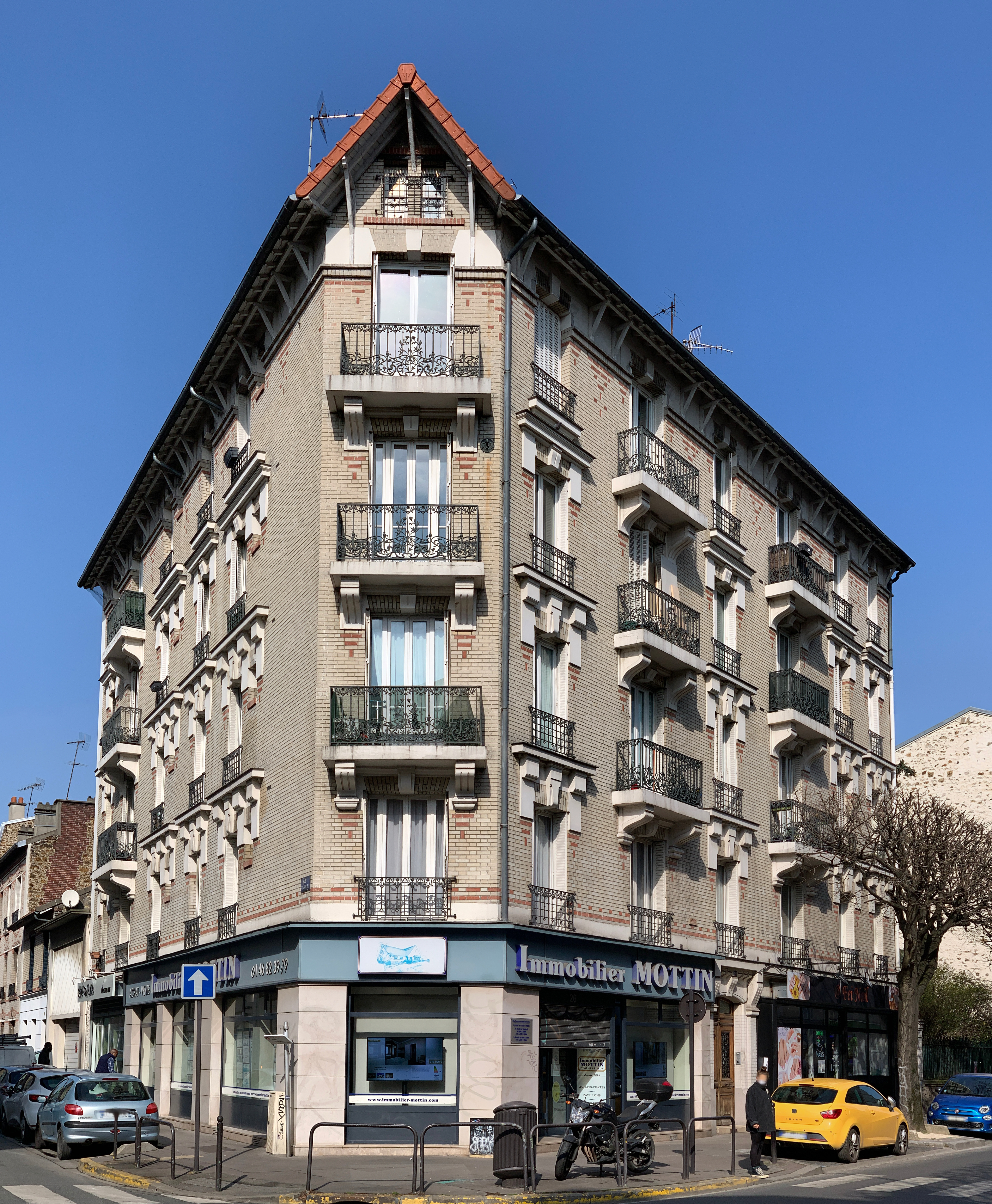
Immeuble au numéro 26.
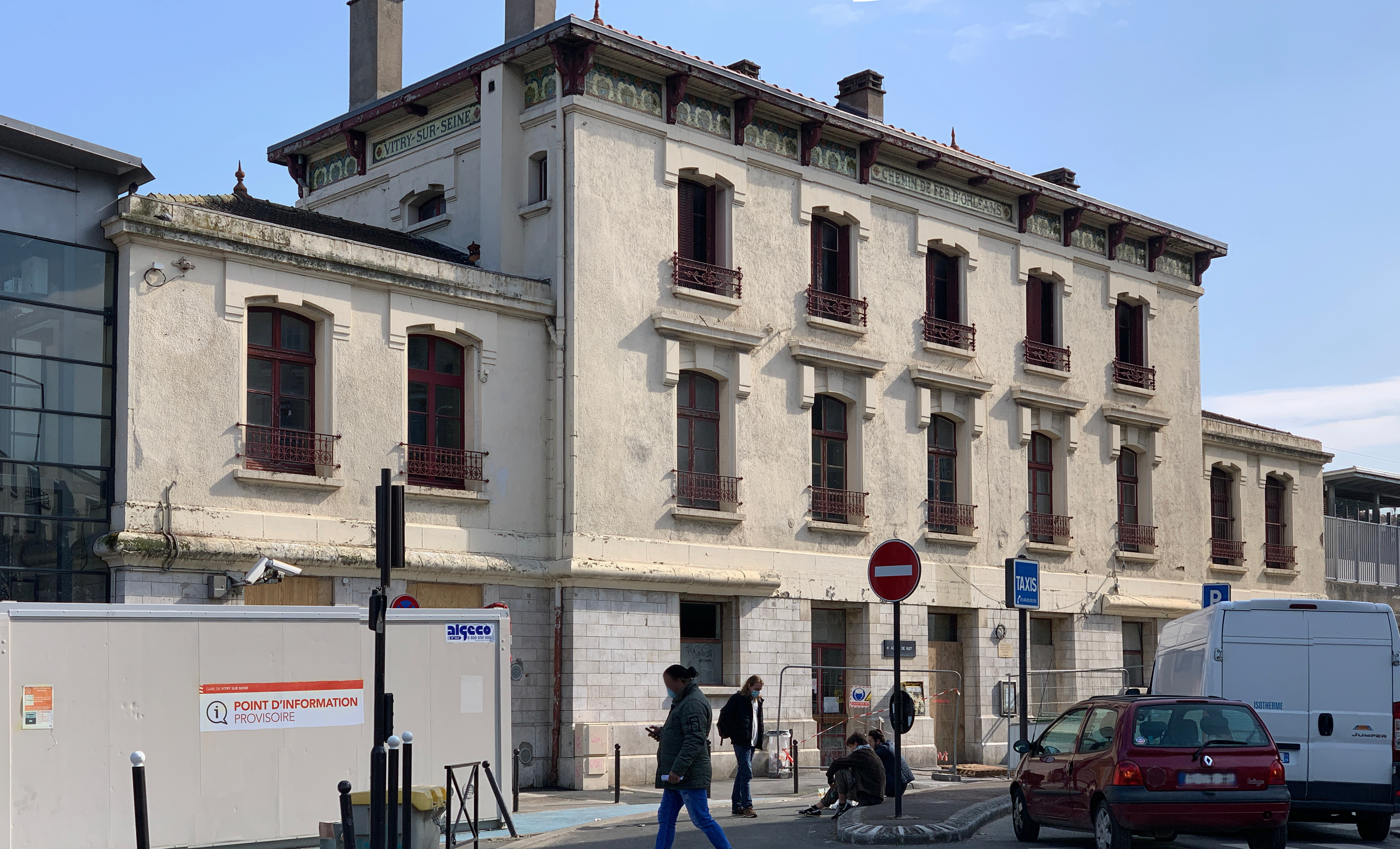
La gare.